# 권순영 (1933년)
권순영(1933년 10월 6일 ~ 2011년 2월 8일)은 대한민국의 정치인이다. 제40·41대 산청군수를 역임했다.

## 학력
- 단성초등학교
- 진주농림중학교
- 진주농림고등학교
- 진주농과대학
- 경상대학교 경영행정대학원 경영학과

## 역대 선거 결과
|  | 58.02% |

|  | 50.80% |